# Bengt Thordeman

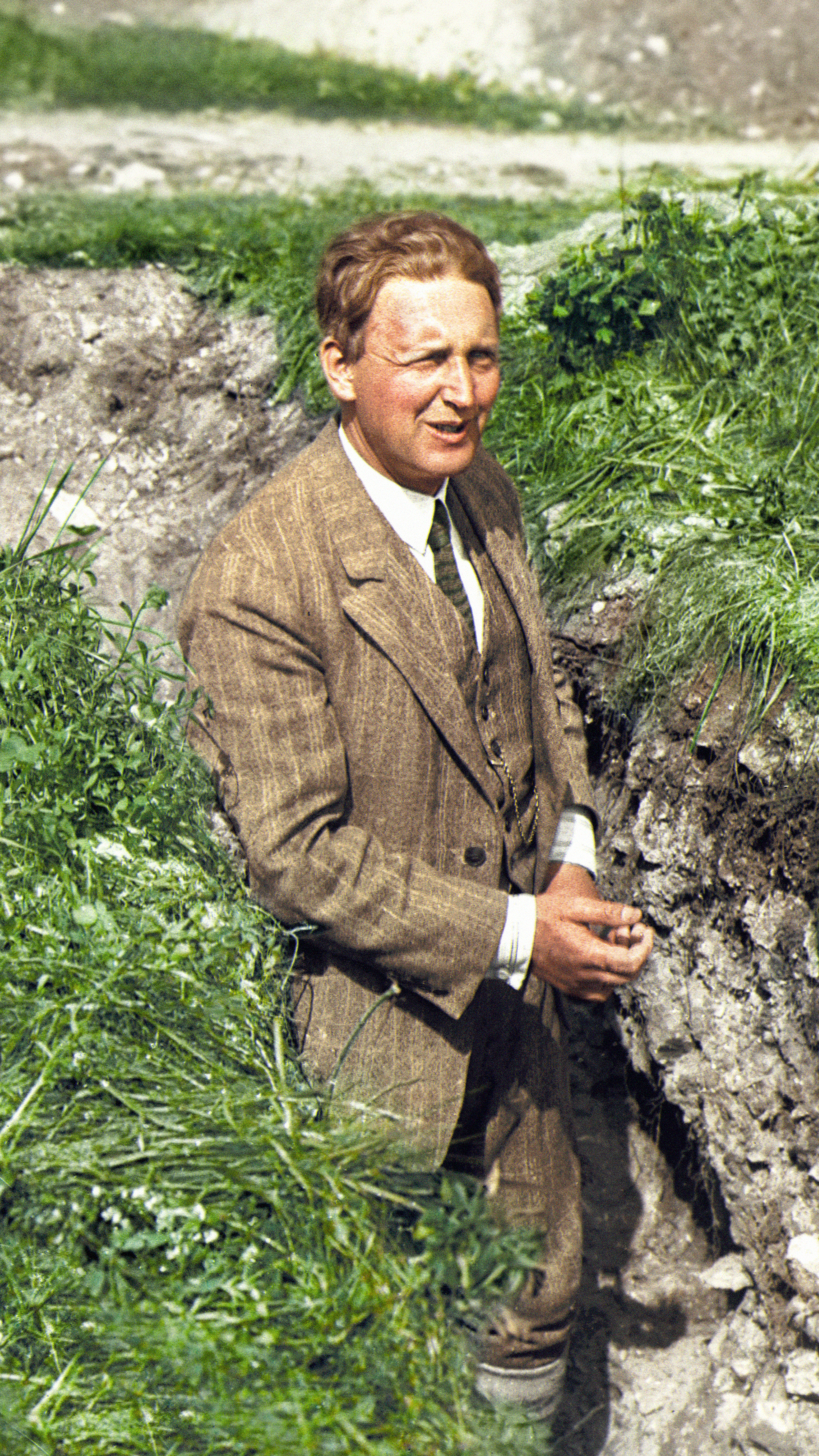
Bengt Thordeman

Bengt Thordeman (* 22. September 1893 in Ununge, Uppland; † 24. März 1990 in Stockholm) war ein schwedischer Archäologe, Kunsthistoriker, Numismatiker und Waffenkundler. Besondere Bekanntheit erlangte er als Ausgräber der Massengräber aus der Schlacht von Visby.

## Leben und Werk
Bengt Thordeman wurde nach dem Studium der Kunstgeschichte und Archäologie 1921 promoviert. Von 1920 bis 1926 war er Assistent am Staatlichen Historischen Museum und von 1924 bis 1933 Direktor des Münzkabinetts.
Zwischen 1952 und 1960 war Thordeman Leiter des Riksantikvarieämbetet und des Staatlichen Historischen Museums.
Thordeman führte als Grabungsleiter von 1928 bis 1930 die Ausgrabungen mehrerer Massengräber aus der Schlacht von Visby (1361) durch. In Visby wurde das exakte feldarchäologische Grabungsverfahren erprobt, welches später als „skandinavische Methode“ bekannt werden sollte. An den Ausgrabungen nahm auch Arne Hoff als Student teil. Unweit des Schlachtfeldes fand man ab 1905 fünf Massengräber, die über 1000 Skelette enthielten. Diese trugen neben ihren persönlichen Habseligkeiten insbesondere noch ihre Rüstungen, vor allem Ringpanzer und Plattenröcke. Thordeman gelang eine umfangreiche Dokumentation der Gräber. Zudem publizierte er die entdeckten Funde. Hierbei konzentrierte er sich besonders auf die entdeckten Plattenröcke und Panzerhandschuhe, welche er rekonstruierte und in ihren waffenhistorischen Kontext einordnete. Es handelt sich bei seinem Werk Armour from the Battle of Wisby 1361 um die erste umfassende Veröffentlichung zu diesem Thema, welche noch heute als Standardwerk gilt.

## Veröffentlichungen (Auswahl)
- Kyrkoarkitekturens härledning. Uppsala 1923.
- Norddeutsche Kunst in schwedischen Kirchen. Stockholm 1930.
- Armour from the Battle of Wisby 1361. 2 Bände. Uppsala 1939 und 1940.
- Invasionen paa Gotland 1361. Kopenhagen 1946.
- Erik den Helige. Historia, kult, reliker. Stockholm 1954.